# Де Греф, Робберт
Робберт де Греф (нидерл. Robbert de Greef; 27 августа 1991, Гелдроп, Северный Брабант — 26 апреля 2019, Антверпен, Фламандский регион) — нидерландский шоссейный велогонщик, выступавший на профессиональном уровне в 2013—2019 годах. Известен по выступлениям в гонках высшей категории за нидерландскую проконтинентальную команду Roompot–Nederlandse Loterij, победитель «Кернен Омлоп Эхт-Сюстерен», серебряный призёр «Тура Дренте».

## Биография
Робберт де Греф родился 27 августа 1991 года в городе Гелдроп провинции Северный Брабант, Нидерланды.
Активно выступал на различных шоссейных соревнованиях начиная с 2008 года, неоднократно становился победителем и призёром любительских региональных гонок в Нидерландах и Бельгии.
Начиная с 2013 года соревновался на профессиональном уровне, представляя такие континентальные голландские команды как Cycling Team Jo Piels, Koga Cycling Team, Cyclingteam de Rijke.
Пиком его спортивной карьеры можно считать 2017 год, когда в составе континентальной команды Baby-Dump Cyclingteam он одержал победу в однодневной гонке второй категории «Кернен Омлоп Эхт-Сюстерен» — это была единственная победа де Грефа среди профессионалов.
Победа привлекла к нему внимание специалистов, и сезон 2018 года Робберт де Греф провёл в более именитой проконтинентальной команде Roompot–Nederlandse Loterij, в составе которой принял участие в нескольких гонках Мирового тура и высшей категории: «Кэдел Эванс Грейт Оушен Роуд», «Классика Альмерии», «Вуэльта Андалусии», «Три дня Брюгге — Де-Панне», «Брабантсе Пейл», «Тур Норвегии», «Тур Фьордов», «Тур Дании», «Классика Брюсселя», «Гран-при Фурми». Тем не менее, его результаты в этих гонках были не очень высокими, и уже к концу сезона он покинул команду, вернувшись впоследствии в континентальную Alecto Cycling Team.
В марте 2019 года де Греф стал вторым в гонке высшей категории «Тур Дренте», уступив на финише только своему соотечественнику Пиму Лигтхарту. 1 апреля на первом брусчатом участке гонки «Омлоп ван де Бракман» у него случился сердечный приступ, ему оказали первую медицинскую помощь и срочно доставили в больницу в Антверпене, где на 48 часов ввели в медикаментозную кому. В течение трёх недель гонщик находился в критическом состоянии, рассматривалась возможность пересадки сердца, однако в ночь с 25 на 26 апреля он скончался от внутричерепного кровоизлияния.